# Virginia True Boardman
Virginia True Boardman (23 de mayo de 1889 – 10 de junio de 1971) fue una actriz teatral y cinematográfica de nacionalidad estadounidense, activa en la época del cine mudo.

## Biografía
Su verdadero nombre era Margaret Shields, y nació en Fort Davis, Texas. Boardman empezó su carrera teatral en 1906 con el nombre artístico de Virginia Eames (utilizaba el apellido materno), actuando más adelante en 52 filmes estrenados entre 1911 y 1936. Aunque su trayectoria se inició con fuerza, al igual que otras muchas actrices del cine mudo no superó la transición al cine sonoro, y a mediados de los años 1930 podía considerarse que su carrera estaba finalizada.
Estuvo casada con el actor True Boardman hasta la muerte de él en 1918. La pareja tuvo un hijo, True Eames Boardman, que fue actor durante un breve tiempo, y que desarrolló una larga carrera como guionista radiofónico, cinematográfico y televisivo.
Virginia True Boardman falleció en Hollywood, California, en 1971, a causa de un infarto agudo de miocardio. Tenía 82 años de edad. Fue enterrada en el Cementerio Forest Lawn Memorial Park de Glendale (California).

## Filmografía
- The Mission Worker, de Joseph A. Golden (1911)
- The New Editor, de Joseph A. Golden (1911)
- Two Lives, de Joseph A. Golden (1911)
- The Warrant, de Joseph A. Golden (1911)
- The Tomboy on Bar Z, de Broncho Billy Anderson (1912)
- The Mother of the Ranch, de Arthur Mackley (1912)
- The Boss of the Katy Mine, de Arthur Mackley (1912)
- The Miner's Request, de Arthur Mackley (1913)
- Old Gorman's Gal, de Arthur Mackley (1913)
- The Sheriff's Wife, de Arthur Mackley (1913)
- Two Western Paths, de Arthur Mackley (1913)
- A Hot Time in Snakeville, de Roy Clements (1914)
- Snakeville's Most Popular Lady, de Roy Clements (1914)
- Sophie's Fatal Wedding, de Roy Clements (1914)
- Broncho Billy's Sentence, de Broncho Billy Anderson (1915)
- The Light of the Western Stars, de Charles Swickard (1918)
- The Railroader
- The House of Intrigue, de Lloyd Ingraham (1919)
- Where's My Wandering Boy Tonight?, de James P. Hogan y Millard Webb (1922)
- Penrod, de Marshall Neilan (1922)
- The Village Blacksmith, de John Ford (1922)
- A Blind Bargain, de Wallace Worsley (1922)
- The Third Alarm, de Emory Johnson (1922)
- Three Jumps Ahead, de John Ford (1923)
- The Town Scandal, de King Baggot (1923)
- Michael O'Halloran, de James Leo Meehan (1923)
- Barefoot Boy, de David Kirkland (1923)
- The Gunfighter, de Lynn Reynolds (1923)
- Pioneer Trails
- The Mailman, de Emory Johnson (1923)
- A Girl of the Limberlost
- The Tomboy, de David Kirkland (1924)
- The Red Rider, de Clifford Smith (1925)
- The Home Maker, de King Baggot (1925)
- The Test of Donald Norton, de B. Reeves Eason (1926)
- Down the Stretch
- Speedy Smith
- The King of the Jungle
- The Lady Lies
- Scareheads
- The Trial of Vivienne Ware, de William K. Howard (1932)
- The Penal Code
- Sister to Judas
- One Year Later, de E. Mason Hopper (1935)
- The Big Chance
- Pardon My Pups
- Managed Money
- The Road to Ruin, de Dorothy Davenport y Melville Shyer (1934)
- Whom the Gods Destroy
- Choose Your Partners
- Woman Trap
- The Crime Patrol
- The Fugitive Sheriff, de Spencer Gordon Bennet (1936)
- Brand of the Outlaws

## Galería fotográfica

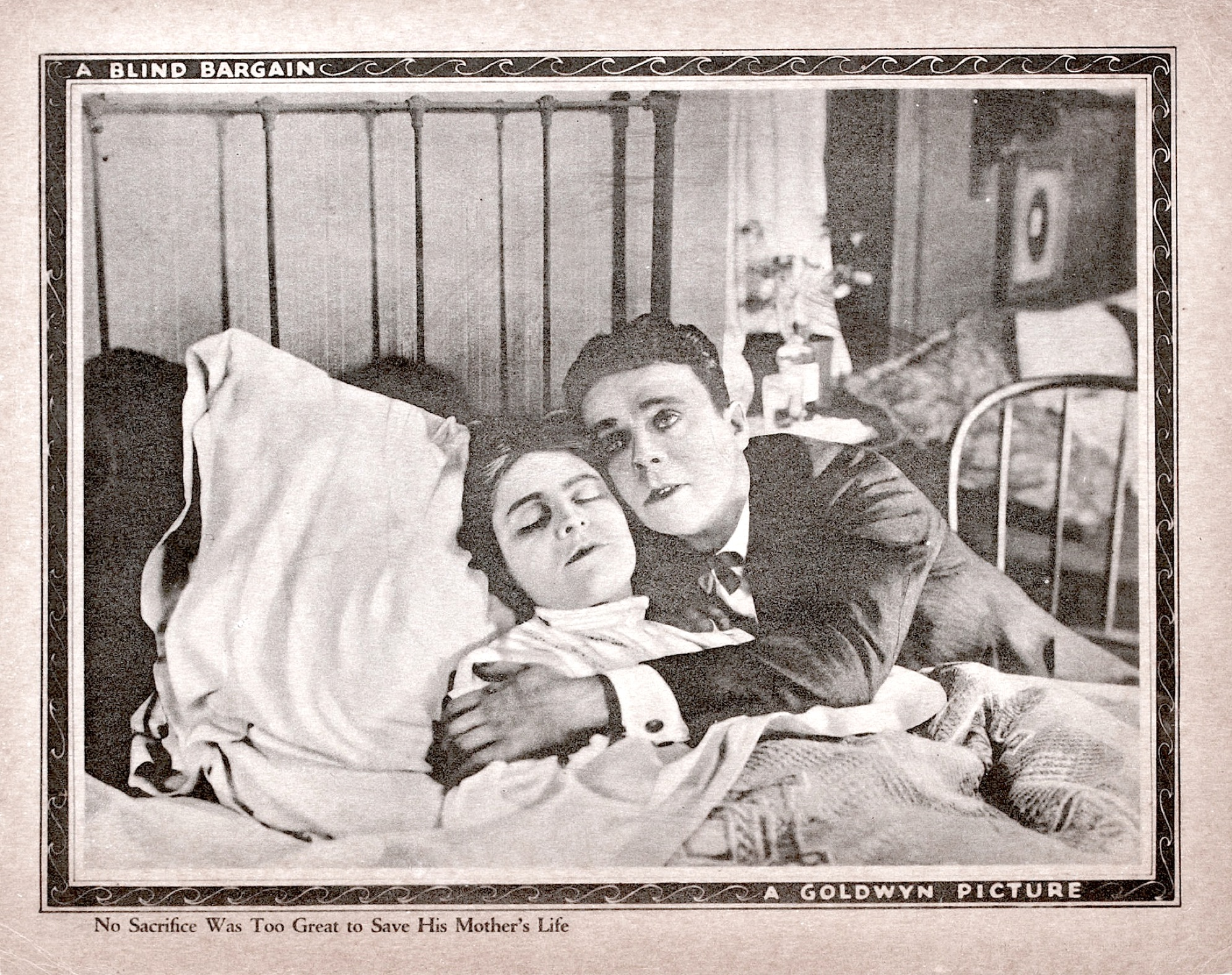
A Blind Bargain, con Raymond McKee (1922)
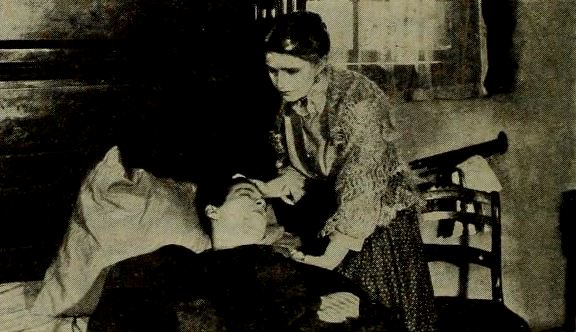
Where's My Wandering Boy Tonight? (1922)
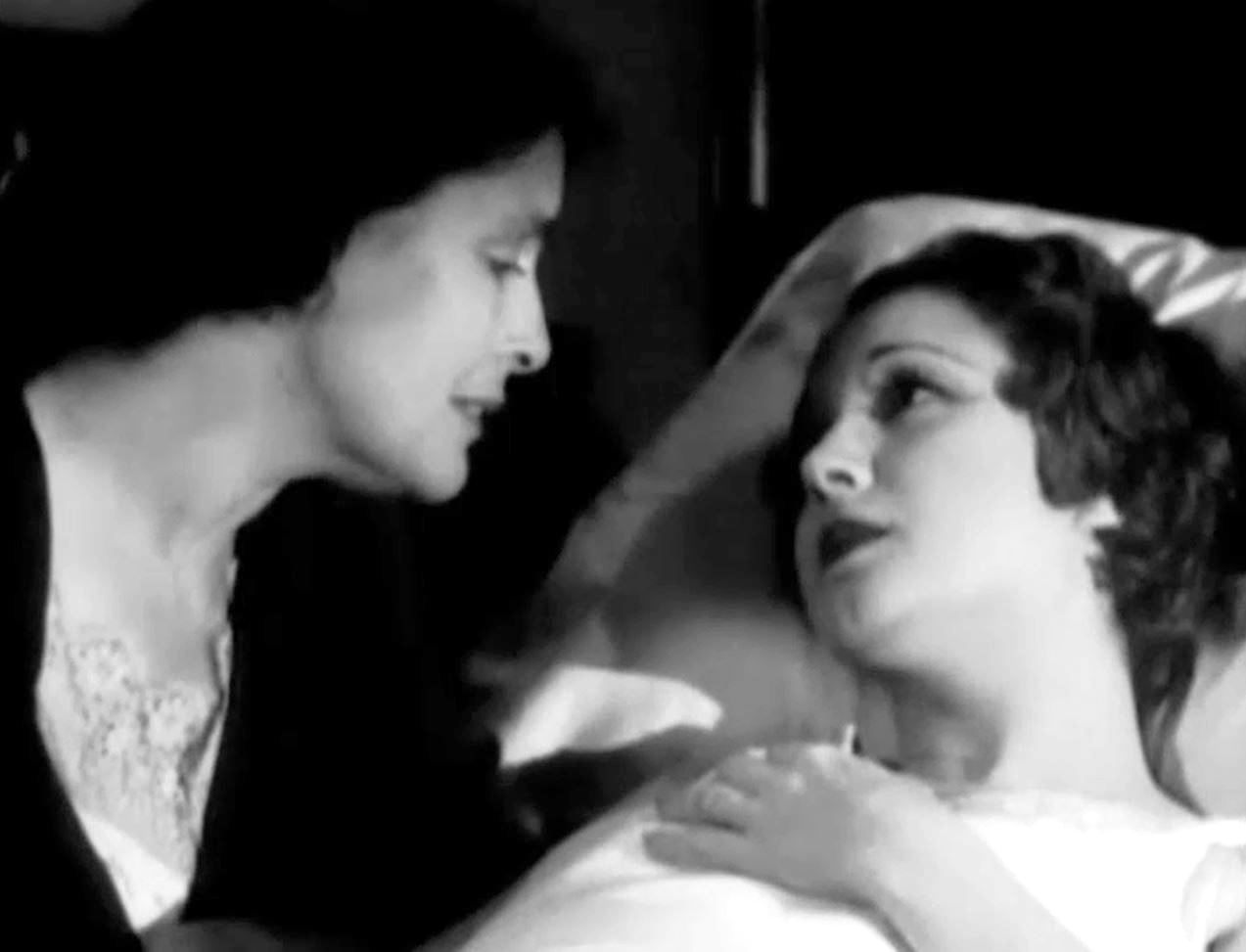
The Road to Ruin, con Helen Foster (1934)

- Datos: Q7934637
- Multimedia: Virginia True Boardman / Q7934637